# Рузаєвський сільський округ
Руза́євський сільський округ (каз. Рузаев ауылдық округі, рос. Рузаевский сельский округ) — адміністративна одиниця у складі району імені Габіта Мусрепова Північноказахстанської області Казахстану. Адміністративний центр — село Рузаєвка.
Населення — 4254 особи (2021; 5593 у 2009, 6850 у 1999, 9026 у 1989).
Станом на 1989 рік існували Калинівська сільська рада (частина села Рузаєвка, села Золотоноша, Сариадир, Сівковка, Чорнобаєвка) та Рузаєвська сільська рада (частина села Рузаєвка) колишнього Рузаєвського району; село Березовка перебувало у складі Возвишенської сільської ради.

## Склад
До складу округу входять такі населені пункти:
| Населений пункт   | Старі назви | Населення, осіб (1989) | Населення, осіб (1999) | Населення, осіб (2009) | Населення, осіб (2021) |
| ----------------- | ----------- | ---------------------- | ---------------------- | ---------------------- | ---------------------- |
| Березовка, село   | -           | 421                    | 492                    | 421                    | 240                    |
| Золотоноша, село  | -           | 471                    | 363                    | 132                    | 30                     |
| Рузаєвка, село    | -           | 6941                   | 4714                   | 4420                   | 3339                   |
| Сариадир, село    | -           | 284                    | 281                    | 202                    | 130                    |
| Сівковка, село    | -           | 339                    | 561                    | 469                    | 354                    |
| Чорнобаєвка, село | -           | 570                    | 439                    | 349                    | 161                    |